# モノス・グランデ
モノス・グランデは、日本のコントユニット。東京NSC11期生。

## メンバー
- 小山　耕太郎（こやま　こうたろう、1986年8月28日 - ）
  - ボケ担当、立ち位置は左。
  - 身長173cm、血液型はO型。
  - 本当は人力舎に入りたかったが、応募期間を過ぎていたため東京NSCへ。
  - その後高校時代から組んでいた肥田とのコンビを解散し、鹿児島県出身の同期生・佐々木謙太と「オーガストマーチ」を組むも解散。
  - その後、元ちゃまくんと「桜島BOYZ」を結成。ネタ合わせは過去にないほど楽しかったがネタ見せで初めて滑る。あまりにも滑ったので動転した小山はネタに関係なく「うんこ」という。その瞬間講師がノートになにかチェックをいれたのをちゃまくんが目撃。
  - NSCを卒業とともに桜島BOYZは解散し、前相方の佐々木と「オーガストマーチ」を再結成。
  - １年間ライブ活動をするも、一身上の都合により吉本を辞める。
  - ももいろクローバーZが好きである。また、元ももクロの早見あかりが好き。
  - 巨人ファン。
  - ソロコント企画RAKUGOREAMを不定期配信中。
  - 30歳のときに家業を継ぎ、現在は「小山コータロー」名義で漫画家として作品を発表している[1]。
- 肥田　安央（ひだ　やすお、1987年3月27日 - ）
  - ツッコミ担当、立ち位置は右。
  - 血液型はB型。
  - 座右の銘は「一期一会」
  - 好きな食べ物は柿。
  - 趣味はゲーム。
  - 好きな女性のタイプは、後ろ姿が可愛い人。
  - 口癖は「うるせえ」らしい。
  - 実家は花屋である。

## 来歴・概説
- 小4の二学期、小田原市から伊東市に転校してきた小山が肥田と出会う。
- 2人とも中高六年間卓球部である。
- 高校2年の時「ファインレイン」というコンビを組み、M-1甲子園大阪予選にて初めてネタ(コント)を披露。まあまあウケてサイト上でシュールなコント師と紹介されたことで、芸人になることを決意する。
- NSCでは早々に6組のみの選抜クラスに選ばれるも、その後解散。
- ３年間のブランクを経て2010年10月1日、伊笑之会を発足し「モノス・グランデ」を結成。その後、地元伊東市を中心にライブ活動をスタート。
- NSC時代から漫才だけをやってきたが、コントに活路を見出し、コントに力を入れる。
- モノスグランデという名前は、小山が勝手に決めた。知名度のないUMAに哀愁を感じており、調べていたところちょっと大きめの猿モノスグランデを発見しコンビ名とする。
- タレント的な活動への意欲はあまりなく舞台でのパフォーマンスに力をいれている。

### 伊笑之会
伊笑之会とは、静岡県伊東市で活動をしているお笑いライブ企画団体。 
現在所属パフォーマーは発足人である小山耕太郎、肥田安央の２名であり二人が組むモノス・グランデがライブを行っている。常時、メンバー(演者、お手伝い)募集を行っている。舞台で光る笑いを追求している。
2020年現在公式サイトは消えているが、公式Twitterアカウントは稼働している。

## エピソード
- 小5のころ上級生が学校に当時流行っていたぎゃおっちを持ってきていることを肥田が発見し二人で教師に密告。その後クラスに怖い上級生が「肥田はいるか」と押し掛けてくるも、呼ばれた肥田は小山がやったと言い、小山は売られてしてしまう。